# 長崎県立川棚特別支援学校
長崎県立川棚特別支援学校（ながさきけんりつ かわたなとくべつしえんがっこう）は長崎県東彼杵郡川棚町小串郷にある県立特別支援学校。

## 概要
歴史
長崎県立光が丘学園に併設された川棚町立小串小学校光が丘分校と川棚町立川棚中学校光が丘分校が統合され、1973年（昭和48年）に「長崎県立川棚養護学校」として開校した。2023年（令和5年）に創立50周年を迎えた。
校訓
「すこやかで 明るく なかよく たくましく」
校章
5人が手をつないで輪になった様子を図案化したものを背景にして、中央に「川」の文字を置いている。
校歌
作詞は大平兼男、作曲は友永仁による。歌詞は3番まであり、各番に校名の「川棚」が登場する。
学部
小学部・中学部・高等部

## 沿革
- 1962年（昭和37年）
  - 8月 - 長崎県立光が丘学園施設（第一期工事）が完成。
  - 9月 - 「長崎県立光が丘学園」が開園。定員を50名とする。
- 1963年（昭和38年）4月 - 第二期工事が完了し、定員を倍の100名とする。「川棚町立小串小学校光が丘分校」と「川棚町立川棚中学校」光が丘分校」が併設される。
- 1964年（昭和39年）4月 - 第三期工事が完了し、定員を150名とする。
- 1966年（昭和41年）3月 - 職場体験棟（窯業）が完成。
- 1971年（昭和46年）3月 - 体育館が完成。
- 1972年（昭和47年）11月 - 長崎県立光が丘養護学校（仮称）設立準備委員会が設置される。
- 1973年（昭和48年）
  - 3月31日 - 川棚町立小串小学校光が丘分校と川棚町立川棚中学校光が丘分校が廃止される。
  - 4月 - 「長崎県立川棚養護学校」が開校。光が丘学園を仮校舎として入学式・始業式を実施。授業を開始。
- 1974年（昭和49年）
  - 1月 - 給食棟が完成。
  - 3月 - 校舎（第一期工事）が完成。
  - 7月 - 校舎（第二期工事）が完成。
  - 8月 - 新校舎に移転を完了。
  - 9月 - 新校舎での授業を開始。光が丘学園からの通学を開始。
- 1975年（昭和50年）1月 - 校舎・校地の整備を完了。
- 1976年（昭和51年）3月 - 体育館・作業棟が完成。
- 1980年（昭和55年）9月 - 校章を制定。
- 1981年（昭和56年）4月 - 校旗を制定。
- 1982年（昭和57年）12月 - 屋外養護・訓練施設が完成。
- 1983年（昭和58年）5月 - 校訓を制定。
- 1984年（昭和59年）9月 - 校樹を「梅」に制定。紅梅と白梅を植樹。
- 1989年（平成元年）4月 - 光が丘学園の定員が70名となる。
- 1993年（平成5年）8月 - 光が丘学園の施設が新しくなる。
- 1994年（平成6年）4月 - 光が丘学園の定員が60名となる。親子短期入所事業を開始。
- 2010年（平成22年）4月1日 - 「長崎県立川棚特別支援学校」（現校名）と改称。
- 2017年（平成29年）4月1日 - 高等部を設置。

## アクセス
最寄りの鉄道駅
- JR九州 大村線 「小串郷駅」

最寄りのバス停
- 西肥自動車（西肥バス）「小串」「西小串」バス停

最寄りの道路
- 国道205号

## 周辺
- 小串郵便局
- 川棚町立小串小学校

## 参考資料
- 「川棚町郷土誌」（2002年（平成14年）3月27日発行, 川棚町教育委員会）
  - p.504 - p.505（長崎県立川棚養護学校（当時））
  - p.508 - p.509（長崎県立光が丘学園）